# Adžmán (emirát)
Adžmán (arabsky عجمان) je nejmenším emirátem Spojených arabských emirátů a jeden ze šesti zakládajících členů této federace. Emirát má rozlohu 260 km². Metropolí je město Adžmán. Emirát se skládá ze tří částí: větší západní, ležící při pobřeží Perského zálivu, v níž se nachází metropole emirátu a dvou oddělených zemědělských exkláv, menší bližší, tvořenou městem Manamou a vzdálenější větší jihovýchodní, v níž se nachází osady Masfut a Sayh Mudayrah. Západní část je z jihu, východu a severu ohraničena emirátem Šardžá. Exkláva Manama sousedí s emiráty Šárdžá a Fudžajra, zatímco druhá exkláva sousedí s Ománem a emiráty Dubajem a Rás al-Chajma. Tato jihovýchodní exkláva má tu zvláštnost, že ji Adžmán spravuje společně s Ománem.

## Správa emirátu
Emirát je absolutní monarchií, v jehož čele stojí šejk Humajd V ibn Rašid Al Nuajmi. Navzdory rozdělení území na tři nesouvisející části, oddělené od sebe značnými vzdálenostmi, se emirát nečlení na žádné nižší správní celky.

## Obyvatelstvo

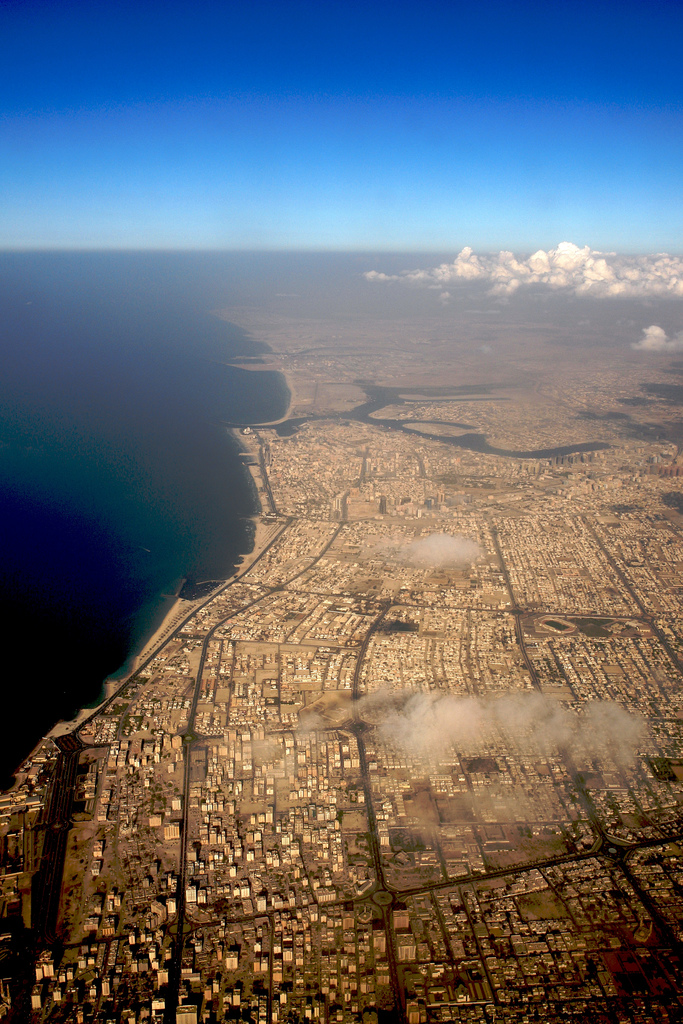
Letecky snímek města Adžmánu

Vývoj počtu obyvatel a hustoty zalidnění zachycuje tabulka:
| rok  | způsob  | počet obyvatel | hustota zalidnění |
| ---- | ------- | -------------- | ----------------- |
| 1980 | sčítání | 36 100         | 139,4             |
| 1985 | sčítání | 54 546         | 210,6             |
| 1995 | sčítání | 121 491        | 469,1             |
| 2005 | sčítání | 206 997        | 799,2             |
| 2010 | odhad   | 263 000        | 1 015,4           |

## Poštovní známky
Od roku 1964 vydával emirát poštovní známky označené "Ajman", případně "Ajman/and its depedencies". Přes nevyjasněnou poštovní funkci některých emisí odborníci tyto známky do katalogů zařadili. Celkové množství vydaných známek je více než 1150, přičemž se jednalo o typické obchodně filatelistické emise, zoubkované i nezoubkované a polovina byla leteckých. Přesný počet vydaných známek je typicky u známek vydávaných prostřednictvím agentur obtížné zjistit. Známky vycházely do roku 1973.